# Zavazadlový algoritmus
Zavazadlový algoritmus je jeden z nejstarších způsobů šifrování s veřejným klíčem. Byl vyvinut Ralphem Merklem a Martinem Hellmanem v roce 1978. Je jednodušší než RSA a bylo již prokázáno, že jej lze v polynomiálním čase prolomit.

## Popis
Zavazadlový algoritmus je způsob asymetrického šifrování, což znamená, že jsou pro komunikaci potřeba dva klíče: veřejný a soukromý. Kromě toho, na rozdíl od RSA, je pouze jednosměrný: veřejný klíč je používán pouze pro šifrování a soukromý klíč pouze pro dešifrování. Proto se nedá využívat pro autentizaci elektronickým podpisem.
Zavazadlový algoritmus je založen na problému součtu podmnožiny (speciální případ problému batohu). Problém je následující: je dána množina čísel {\displaystyle A} a číslo {\displaystyle b} a je potřeba najít takovou podmnožinu {\displaystyle A}, jejíž součet je roven {\displaystyle b}. Obecně je tento problém považován za NP-úplný. Pokud je však tato posloupnost superrostoucí, tedy každý prvek množiny {\displaystyle A} je větší než součet všech menších prvků množiny, je tento problém „snadný“ a řešitelný v polynomiálním čase jednoduchým hladovým algoritmem.

### Generování klíčů
V zavazadlovém algoritmu jsou klíči dvě „zavazadla“. Veřejným klíčem je „složité“ zavazadlo {\displaystyle A} a soukromým klíčem je „snadné“ zavazadlo {\displaystyle B}, spolu s dalšími dvěma čísly, násobitelem a modulem. Násobitel a modul mohou být použity k převedení superrostoucí posloupnosti do složitého zavazadla. Stejná čísla jsou použita k převedení součtu podmnožiny složitého zavazadla na součet podmnožiny snadného zavazadla, což je problém řešitelný v polynomiálním čase.

### Šifrování
K zašifrování zprávy je vybrána podmnožina složitého zavazadla {\displaystyle A}, a to porovnáním množiny bitů (plaintextu) s touto množinou. Každý prvek veřejného klíče, který odpovídá číslu 1 plaintextu, je prvkem podmnožiny {\displaystyle A_{m}}, zatímco prvky odpovídající číslu 0 v plaintextu jsou při tvorbě {\displaystyle A_{m}} ignorovány – nejsou prvky klíče. Prvky této podmnožiny jsou sečteny a výsledný součet je šifrovým textem.

### Dešifrování
Dešifrování je možné, protože násobitel a modul požité k převedení snadného zavazadla na veřejný klíč mohou být rovněž použity k transformaci čísla představujícího šifrového textu na součet příslušných prvků superrostoucí posloupnosti. Poté, použitím jednoduchého hladového algoritmu, může být snadné zavazadlo převedeno pomocí O(n) aritmetických operací na plaintext.

## Matematická metoda

### Generování klíčů
K zašifrování {\displaystyle n}-bitové zprávy je vybrána superrostoucí posloupnost
{\displaystyle w=(w_{1},w_{2},...,w_{n})}
{\displaystyle n} nenulových přirozených čísel. Je vybráno náhodné celé číslo {\displaystyle q} pro které platí, že
{\displaystyle q>\sum _{i=1}^{n}w_{i}}
a náhodné celé číslo {\displaystyle r}, pro které platí, že gcd({\displaystyle r,q}){\displaystyle =1} (tzn. {\displaystyle r} a {\displaystyle q} jsou nesoudělná).
{\displaystyle q} je voleno tímto způsobem proto, aby byla zajištěna unikátnost šifrového textu. Pokud by bylo menší, bylo by možné více než jeden plaintext zašifrovat tím samým šifrovým textem. Vzhledem k tomu, že {\displaystyle q} je větší než součet jakékoliv podmnožiny {\displaystyle w}, žádný součet není kongruentní modulo {\displaystyle q} a tudíž žádný ze soukromých klíčů nebude stejný. {\displaystyle r} musí být nesoudělné s {\displaystyle q}, v opačném případě nebude mít inverzní modulo {\displaystyle q}. Bez něj by nebylo možné dešifrování.
Nyní je spočítána posloupnost
{\displaystyle \beta =(\beta _{1},\beta _{2},...,\beta _{n})}
kde
{\displaystyle \beta _{i}=rw_{i}\;{\bmod {\;}}q}
Veřejným klíčem je {\displaystyle \beta }, zatímco soukromým klíčem je {\displaystyle (w,q,r)}.

### Šifrování
K zašifrování {\displaystyle n}-bitové zprávy
{\displaystyle \alpha =(\alpha _{1},\alpha _{2},...,\alpha _{n})}
kde {\displaystyle \alpha _{i}} je {\displaystyle i}-tý bit zprávy a {\displaystyle \alpha _{i}\in \{0,1\}}, je určeno
{\displaystyle c=\sum _{i=1}^{n}\alpha _{i}\beta _{i}}
Šifrovým textem je potom {\displaystyle c}.

### Dešifrování
Aby byl příjemce schopen dešifrovat šifrový text {\displaystyle c}, musí najít zprávu s bity {\displaystyle \alpha _{i}} takovými, aby platilo, že
{\displaystyle c=\sum _{i=1}^{n}\alpha _{i}\beta _{i}}
V případě náhodných hodnot {\displaystyle \beta _{i}} by se jednalo o složitý problém, protože by příjemce musel vyřešit problém součtu podmnožiny, jenž je považován za NP-obtížný. Nicméně hodnoty {\displaystyle \beta _{i}} byly zvoleny tak, aby bylo dešifrování při znalosti soukromého klíče {\displaystyle (w,q,r)} snadné.
Je potřeba najít celé číslo {\displaystyle s}, jenž je modulární inverzí {\displaystyle r} modulo {\displaystyle q}. To znamená, že {\displaystyle s} splňuje rovnici {\displaystyle sr\;{\bmod {\;}}q=1} nebo ekvivalentně existuje celé číslo {\displaystyle k} takové, že {\displaystyle sr=kq+1}. Protože {\displaystyle r} bylo zvoleno tak, že gcd({\displaystyle r,q}){\displaystyle =1}, je možné nalézt {\displaystyle s} a {\displaystyle k} pomocí rozšířeného Euklidova algoritmu. Dále příjemce šifrového textu {\displaystyle c} spočítá
{\displaystyle c'\equiv cs{\pmod {q}}}
A proto
{\displaystyle c'\equiv cs\equiv \sum _{i=1}^{n}\alpha _{i}\beta _{i}s{\pmod {q}}}
Protože {\displaystyle sr\;{\bmod {\;}}q=1} a {\displaystyle \beta _{i}=rw_{i}\;{\bmod {\;}}q}, platí dále, že
{\displaystyle \beta _{i}s\equiv w_{i}rs\equiv w_{i}{\pmod {q}}}
A proto
{\displaystyle c'\equiv \sum _{i=1}^{n}\alpha _{i}w_{i}{\pmod {q}}}
Součet všech hodnot {\displaystyle w_{i}} je menší než {\displaystyle q} a proto {\displaystyle \sum _{i=1}^{n}\alpha _{i}w_{i}} je také v intervalu {\displaystyle [0;q-1]}. Z toho důvodu musí příjemce vyřešit problém součtu podmnožiny
{\displaystyle c'=\sum _{i=1}^{n}\alpha _{i}w_{i}}
Ten je však jednoduchý, protože {\displaystyle w} je superrostoucí posloupnost. Příjemce vezme největší prvek {\displaystyle w}, dále označený jako {\displaystyle w_{k}}. Pokud je {\displaystyle w_{k}>c'}, potom {\displaystyle \alpha _{k}=0}. Pokud je {\displaystyle w_{k}\leq c'}, potom {\displaystyle \alpha _{k}=1}. Poté odečte {\displaystyle w_{k}\times \alpha _{k}} od {\displaystyle c'} a postup opakuje, dokud nezjistí {\displaystyle c'}.